# Ollolai
Ollolai (sardinski: Ollolài) je grad i općina (comune) u pokrajini Nuoru u regiji Sardiniji, Italija. Nalazi se na nadmorskoj visini od 960 metara i ima 1 291 stanovnika.
 Prostire se na 27,24 km². Gustoća naseljenosti je 47 st/km².
Susjedne općine su: Gavoi, Mamoiada, Olzai, Ovodda, Sarule i Teti.